# Château de Kirkel
Le château de Kirkel est un château en ruine sur un rocher de grès surplombant la commune de Kirkel, située dans le Land allemand de Sarre, dans le district de Saarpfalz. Les villes les plus proches sont Saint-Ingbert à environ 8 km à l'ouest, Neunkirchen à environ 9 km au nord et Hombourg et Deux-Ponts à environ 11 km à l'est.

## Histoire

Blason des comtes de Saarwerden.

Blason des seigneurs de Kirkel.

En 1075 est mentionné pour la première fois un comte Gottfried von Kirkel. Au début du XIe siècle le château appartient aux comtes de Saarwerden. De 1214 à 1386 les seigneurs de Kirkel possèdent le château en tant que fief impérial. Le donjon est un poste d'observation idéal pour contrôler la route reliant l'Alsace à l'abbaye de Sturzelbronn et au Palatinat. 
Au XIIIe siècle la tour ronde est construite. Une paix castrale est signée en 1341 entre les Kirkel et les Lichtenberg, régissant la cohabitation dans le château. La famille de Kirkel s'éteint en 1387.
Au XVe siècle le village de Kirkel s'agglutine au château. Entre 1410 et 1689 le château appartient aux ducs de Zweibrücken. De 1580 à 1596 le château est modifié par le duc Jean Ier de Deux-Ponts.
Mais, en 1635, le château-fort est détruit par un incendie et reconstruit avant 1677. Le château est de nouveau détruit pendant la guerre de Hollande. En effet, le duc Charles V de Lorraine l'assiège et le prend en 1677.
En 1689, il tombe en ruine du fait de la politique des Réunions durant la guerre de la Ligue d'Augsbourg. 
À partir de 1740 les ruines servent de carrières. 
En 1955 la tour ronde est reconstruite et des archéologues étudient ce qu’il reste de l’édifice, qui est peu à peu restauré.

### Berthold II de Bucheck
Le 11 décembre 1328, Berthold II de Bucheck, en vue de rétablir la discipline ecclésiastique, convoque un synode diocésain à Strasbourg, et décrète que tous les clercs bénéficiaires doivent se faire ordonner, avant d’exercer leur ministère. Cette mesure lui vaut l’opposition farouche du Grand-Chapitre, dont un des membres, Conrad de Kirkel, qui avait pourtant argumenté en faveur de Berthold, quand le Chapitre-Cathédrale, avait élu Gebhard de Fribourg, en vient à faire enlever l’évêque par des hommes d’armes. 
Berthold II de Bucheck est ainsi emprisonné durant seize semaines, d’abord au château de Waldeck, proche de Sarreguemines, et possession des seigneurs de Kirkel-Saarwerden, puis dans celui de Kirkel, proche de Deux-Ponts, dans le Palatinat. Albert de Strasbourg date la prison de Berthold du 4 des Ides de septembre 1337. 
Le château de Kirkel est d'un accès difficile. Le duc Albert II d'Autriche qui n'a pas assez de troupes pour en faire le siège et s'en emparer, prend le parti de négocier la liberté de Berthold II de Bucheck, qui n'est accordée qu'à des conditions très dures et même déshonorantes pour l'évêque.